# Michele Boccardi
Michele Boccardi (Bari, 30 luglio 1968) è un politico italiano.

## Biografia
Originario di Turi, dopo la laurea in economia e commercio si abilita come dottore commercialista e revisore dei conti. Dal 1996 è imprenditore nel settore dei ricevimenti matrimoniali e della ristorazione.
Nel 2005 si candida consigliere regionale della Puglia nella lista di centrodestra La Puglia Prima di Tutto, senza essere eletto. Si candida anche in occasione delle elezioni regionali in Puglia del 2010, e viene eletto consigliere del Popolo della Libertà.
Alle elezioni politiche del 2013 viene candidato al Senato della Repubblica, in regione Puglia, nelle liste del Popolo della Libertà (in tredicesima posizione), risultando primo dei non eletti. A novembre del 2013, con lo scioglimento del Popolo della Libertà, aderisce a Forza Italia. L'8 settembre 2015 in seguito alla morte del senatore Donato Bruno, che era stato eletto nella stessa circoscrizione per il Popolo della Libertà, viene proclamato senatore della XVII legislatura. 
Nel 2017 diventa presidente della sezione Eventi e Ricevimenti di Confindustria Bari e Barletta-Andria-Trani e due anni dopo è eletto presidente nazionale di Confindustria Assoeventi. Dal 2018 fa parte della Fondazione Italia USA.
Alle elezioni politiche del 2018 è nuovamente candidato al Senato: dopo lo spoglio è ufficiosamente incluso tra gli eletti, ma la Corte di Appello, in sede di ufficializzazione dei risultati per circoscrizione Puglia, assegna il seggio ad Anna Carmela Minuto. In seguito a un ricorso e al riconteggio delle schede, a luglio 2020 la giunta per le elezioni del Senato assegna nuovamente il seggio a Michele Boccardi e due mesi dopo delibera di proporne il reintegro al posto di Anna Carmela Minuto. A luglio 2021 presenta una denuncia contro la Presidente del Senato a causa della mancata calendarizzazione del voto sulla proposta della giunta. Il 2 dicembre 2021 è stato proclamato senatore.
Nel 2023 abbandona Forza Italia per aderire al movimento Con, che fa capo al presidente della regione Michele Emiliano, divenendone coordinatore regionale. A luglio 2024 si dimette dalla guida del movimento per dedicarsi alla gestione della sua azienda.